# 加拿大禁酒令

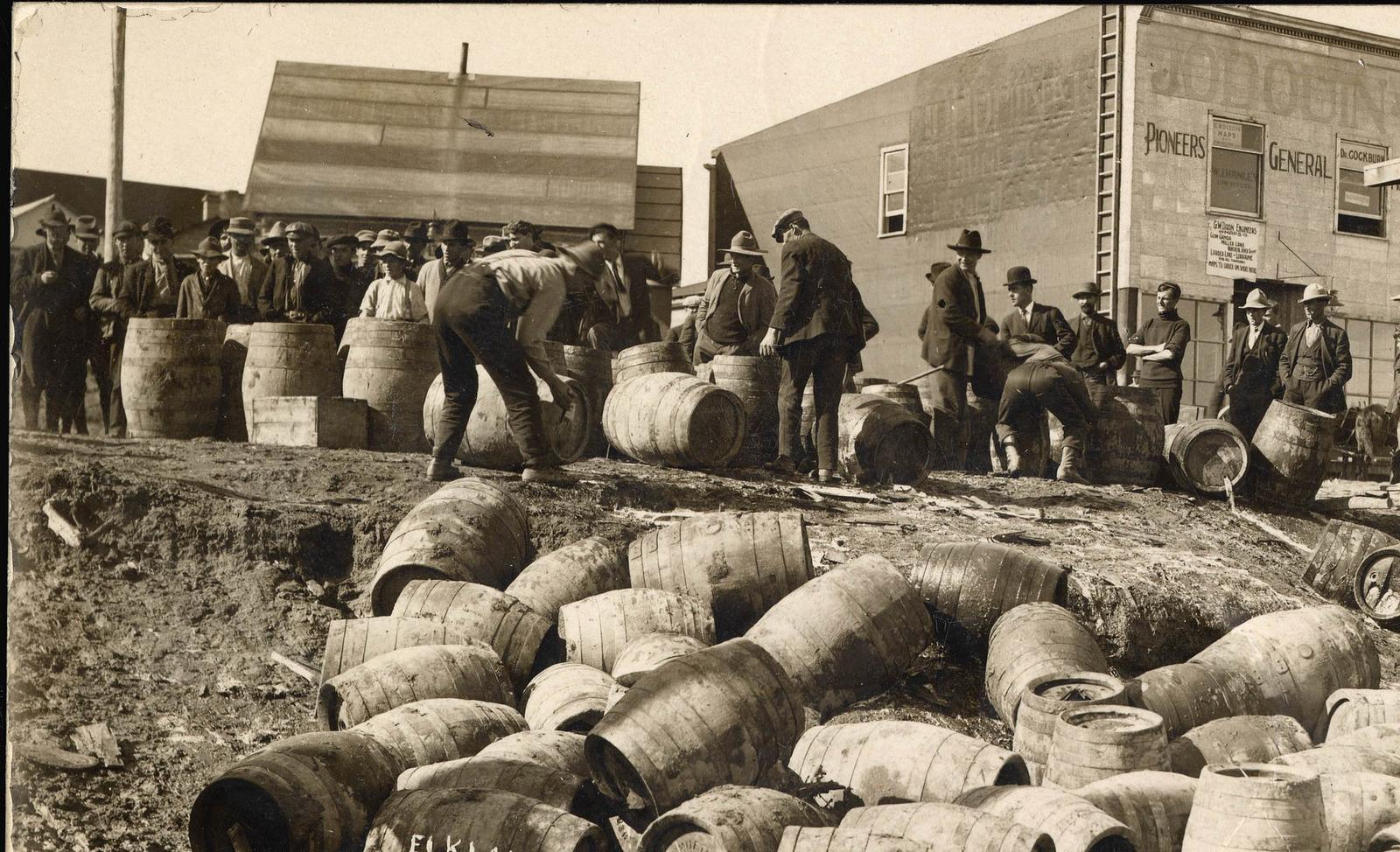
1925年，警方在安大略省埃爾克湖進行突襲，沒收非法酒類

加拿大的禁酒令是指在不同階段出現的酒精飲料禁令，從19世紀末期的地方市級禁令（部分地區延續至今），到20世紀初的省級禁令，再到國家級禁令（戰時1918年至1920年的臨時性禁令）的各級措施。相對啤酒和酒精製造業的立場，以及主要購買其產品的龐大工人階級，未能說服加拿大政府改變任何禁令立場。大多數省份在1920年後廢除了禁令，不過例如在1901年至1948年期間，愛德華王子島飲酒是非法的，而安大略省的禁酒法案於1916年至1927年生效。

## 概要
以下是加拿大禁酒令的一些关键时刻：
1. 第一次世界大战期间，加拿大实施了禁酒令，以提高士兵的纪律并节省粮食资源，因为酿酒需要大量谷物。加拿大各省的禁酒政策各有不同，有的完全禁止酒类，有的允许个人在家中酿造小量酒精。
2. 1920-1930年代：加拿大的禁酒令在美国实行禁酒令（1920-1933）期间变得尤为重要，因为美国人能到加拿大购买。这导致了加拿大的地下酒吧和非法酿酒的盛行，尤其是在边境地区。
3. 1930年代：加拿大的各省陆续解除了禁酒令。这是部分因为禁酒令未能有效控制酗酒问题，部分因为政府需要增加税收，也因为社会对禁酒令的支持逐渐减弱。

从那时以后，加拿大恢复了合法的酒类制度，包括对酒精的销售和分销进行监管，同时收取酒精税以控制消费。目前，加拿大各省和地区都有自己的酒类法规和政策，这些政策在一定程度上有所不同。

## 腳註

### 外部參考
- Campbell, Robert A. “Profit was just a circumstance: The Evolution of Government Liquor Control in British Columbia, 1920-1988.” Drink in Canada: Historical Essays. Ed. Warsh, Cheryl Krasnick. Montreal, Quebec: McGill-Queen's University Press, 1993. 178–183. Print.